# Gemmura myrsinifoliae
Gemmura myrsinifoliae är en stekelart som beskrevs av Jens-Peter Kopelke 2001. Gemmura myrsinifoliae ingår i släktet Euura, och familjen bladsteklar. Arten är reproducerande i Sverige.